# جلوريا كايزر
جلوريا كايزر Gloria Kaiser (ولدت في عام 1950 في كوفلاخ في شتايرمارك) هي أديبة نمساوية.
تشتهر جلوريا كايزر بكتابة الروايات التاريخية. وتعيش حاليا في جراتس.

## أعمالها
من رواياتها:
- ضحية بال مغزى 1991
- دونا ليبوبولدينا .. الهابسبورجية على العرش البرازيلي 1995
- بيدرو الثاني ملك البرازيل.. ابن الهابسبورجية 1997

## الجوائز
- وقد حصلت على الجائزة الأدبية من مقاطعة شتايرمارك في عام 1994.